# Мона Уэйлс
Мона Уэйлс (англ. Mona Wales, род. 14 марта 1985, Калифорния) — американская порноактриса, режиссёр и эротическая фотомодель.

## Биография
Родилась 14 марта 1985 года в области залива Сан-Франциско, к северу от штата Калифорния. Изучала философию и классическую филологию в Колледже Святого Иоанна и работала антикваром. Позже переехала в Лос-Анджелес, где несколько лет работала профессиональной доминой.
Заинтересовавшись тематикой жанра БДСМ, вступила в контакт со студией Kink.com, для которой дебютировала в качестве порноактрисы в 2013 году, в возрасте 28 лет. Первая сцена, в First Time Girl Fucked By TS Teacher — на транссексуальную тематику, с актрисой Лорой Хоффман.
Снималась для таких студий, как Exquisite, Girlsway, Evil Angel, AMK Empire, Kick Ass Pictures, Jules Jordan Video, Blacked, Mile High, Girlfriends Films, Filly Films, Adam & Eve, Digital Sin, New Sensations, Dark X и Sweet Sinner.
В 2017 году была номинирована на AVN Awards в категории «лучшая групповая лесбийская сцена» за Whipped Ass 17. В следующем году вновь номинируется на AVN Awards уже в категории «лучшая скандальная секс-сцена» за Corrupted by the Evils of Fetish Porn; также была номинирована на XBIZ Award в категории «лучшая сцена секса в лесбийском фильме» за Confessions of a Sinful Nun вместе с Ниной Хартли.
Также выступает в качестве режиссёра, снимая фильмы на лесбийскую и транссексуальную тематику, такие как All My Mother’s Lovers и Real Fucking Girls 1&2.
В 2019 году победила на XBIZ Award в номинации «лучшая актриса — пары» за Insomnia.
По данным на 2020 год, снялась более чем в 370 фильмах.

## Награды и номинации
| Год  | Церемония                  | Результат | Номинация                                       | Работа                                |
| ---- | -------------------------- | --------- | ----------------------------------------------- | ------------------------------------- |
| 2015 | Femdom Awards              | Номинация | Лучшая домина года                              | н/д                                   |
| 2015 | Femdom Awards              | Номинация | Лучшая главная роль                             | Le Dragon Rouge                       |
| 2016 | AVN Awards                 | Номинация | Премия фанатов: крупнейшая веб-знаменитость     | н/д                                   |
| 2016 | Spank Bank Awards          | Номинация | Puppeteer of the Year                           | н/д                                   |
| 2016 | Transgender Erotica Awards | Победа    | Лучший не-транссексуальный исполнитель          | н/д                                   |
| 2017 | AVN Awards                 | Номинация | Лучшая групповая лесбийская сцена               | Whipped Ass 17                        |
| 2017 | AVN Awards                 | Номинация | Премия фанатов: веб-королева                    | н/д                                   |
| 2017 | Spank Bank Awards          | Номинация | Фетиш-виртуоз года                              | н/д                                   |
| 2017 | Spank Bank Awards          | Номинация | Puppeteer of the Year                           | н/д                                   |
| 2017 | Spank Bank Awards          | Номинация | Servile Sub of the Year                         | н/д                                   |
| 2017 | Spank Bank Awards          | Номинация | Sovereign Dom of the Year                       | н/д                                   |
| 2017 | Spank Bank Awards          | Номинация | Tortured Fuck Doll of the Year                  | н/д                                   |
| 2018 | AVN Awards                 | Номинация | Лучшая скандальная сцена секса                  | Corrupted by the Evils of Fetish Porn |
| 2018 | Spank Bank Awards          | Номинация | Фетиш-виртуоз года                              | н/д                                   |
| 2018 | Spank Bank Awards          | Номинация | Puppeteer of the Year                           | н/д                                   |
| 2018 | Spank Bank Awards          | Номинация | Sovereign Dom of the Year                       | н/д                                   |
| 2018 | Transgender Erotica Awards | Победа    | Лучший не-транссексуальный исполнитель          | н/д                                   |
| 2018 | Transgender Erotica Awards | Номинация | Лучшая сцена                                    | All My Mother’s Lovers                |
| 2018 | XBIZ Award                 | Номинация | Лучшая секс-сцена в лесбийском фильме           | Confessions of a Sinful Nun           |
| 2019 | AVN Awards                 | Номинация | Лучшая актриса                                  | Insomnia                              |
| 2019 | XBIZ Award                 | Номинация | Лесбийская исполнительница года                 | н/д                                   |
| 2019 | XBIZ Award                 | Номинация | Лучшая актриса — пародия                        | Family Holiday                        |
| 2019 | XBIZ Award                 | Победа    | Лучшая актриса — пары                           | Insomnia                              |
| 2019 | XBIZ Award                 | Номинация | Лучшая сцена секса в парном фильме или тематике | Forbidden Affairs 8                   |
| 2019 | XBIZ Award                 | Номинация | Лучшая сцена секса в парном фильме или тематике | Insomnia                              |
| 2019 | XBIZ Award                 | Номинация | Лучшая сцена секса в парном фильме или тематике | Love in the Digital Age               |
| 2019 | XBIZ Award                 | Номинация | Лучшая сцена секса в парном фильме или тематике | The Voyeur 2                          |
| 2019 | XBIZ Award                 | Номинация | Лучшая сцена секса — пародия                    | Family Holiday                        |

## Избранная фильмография
- Anal Pros 2[19]
- Call Girl[20]
- Evil Lesbian Stepmother,[21]
- Family Holiday[22]
- Girl Kush 2[23]
- Interracial MILFs 2[24]
- Knock You Down A Peg[25]
- Lesbian Gushers[26]
- Mama Sutra[27]
- My Stepmom Is a Stoner[28]
- Reform School Girls[29]
- She Caught Me[30].